# Zoologischer Garten und Aquarium Osijek
Koordinaten: 45° 34′ 6″ N, 18° 40′ 5″ O
Der Zoologische Garten und das Aquarium in Osijek ist der flächenmäßig größte Zoo in Kroatien und beheimatet 650 Tiere in über 100 Tierarten (65 Säugetierarten, 13 Reptilienarten, 23 Fischarten). Er umfasst eine Fläche von 17 Hektar und wird vom Kommunalunternehmen Unikom betreut.
Der Zoo liegt seit 1952 in Osijek am linken Ufer der Drau. Durch die Ufernähe kommt es mitunter zu Überschwemmungen. Während des Krieges in Kroatien wurde der Zoo weitgehend zerstört und viele Tiere wurden in den Zoo Zagreb umgesiedelt.

## Kurze Geschichte und einige Fakten
Vor 50 Jahren verlangten die Einwohner von Osijek, angeführt von Rudolf Kern, die Gründung eines Zoologischen Gartens. So entschied sich die Stadt im Dezember 1952 für die Stelle am linken Ufer der Drau, wo in kurzer Zeit die Arbeiten am Garten begannen. Der Zoo ist eine der wichtigsten Sehenswürdigkeiten der Stadt Osijek. Er steht im Besitz der Stadt Osijek und wird von dem Kommunalunternehmen Unikom betreut. Obwohl nur begrenzte Mittel vorhanden sind (die Stadt bezahlt eine Million Kuna jährlich, während die Kosten etwa vier Millionen im Jahr betragen), bemühen sich die Arbeiter sehr um das Aussehen des Gartens. Der Garten soll zu einer möglichst natürlichen Lebensumgebung für die dort lebenden Tiere werden.

## Kriegszeit und Rekonstruktion
In den letzten fünf Jahren wurde der Zoo langsam renoviert und der Tierbestand wieder vergrößert. Neben einem neuen Wirtschaftshof entstanden der neue Kassenbereich mit Parkplatz, ein Hotel-Restaurant am Drauufer und neue Fahrstraßen. Als der Zoo zum letzten Mal rekonstruiert wurde vergrößerte sich die Fläche, der 1,2 km lange Weg, der See, die Innen- und Außengehege und der Kühlraum für das Tierfutter wurden saniert und es wurden neue Zäune aufgestellt. Das Aquarium und Terrarium wurden desinfiziert und einige Tiere wurden auf andere Plätze umgesiedelt. Im Vergleich zur Vorkriegszeit fehlten dem Zoo nur noch ein Elefant und eine Giraffe. Die Haltung von Gruppen dieser beiden anspruchsvollen Tierarten in modernen Gehegen ist aufgrund der finanziellen Lage zur Zeit weder sinnvoll noch machbar.

## Probleme
Der Zoo in Osijek hat wenig finanzielle Mittel, um die laufenden Kosten begleichen zu können. Mit minimalen Mitteln von 3,5 Millionen Kuna pro Jahr bemüht sich der Zoo, hohe Standards der Tierhaltung zu bewahren. Investitionen der letzten Jahre betrafen fast ausschließlich Infrastruktur und Nicht-Tier-Bereiche. Noch ein Problem ist, dass es keine Biologen und Pathologen für die wilden Tiere gibt. Schuld daran sind die Universitäten für Tiermedizin, die keine solchen Ausbildungsprogramme haben. Der Zoo kooperiert mit einem Pathologen aus dem Institut für Tiermedizin in Vinkovci, so wie das auch der Zoo in Zagreb mit der Universität für Tiermedizin macht. Wenn ein neues Tier in den Zoo kommt, mit dem niemand umgehen kann, gehen die Angestellten zur Ausbildung in einen anderen Garten, wo ein solches Tier vorhanden ist.
Das Erweiterungsgelände in den früheren Drau-Auen war nach dem Krieg noch zum Teil vermint und konnte daher nicht genutzt werden. Auch die ständige Hochwassergefahr schränkt die Möglichkeit der Entwicklung ein. Ein Hindernis für eine geradlinige Entwicklung des Zoos waren in den letzten Jahren ständige politisch bedingte Direktorenwechsel, die auch zoologisch völlig Fachfremde auf diesen Posten beförderten. So wurden nur einzelne Baumaßnahmen, aber kein umfassendes Gesamtkonzept erstellt und umgesetzt. Zudem konnte der Zoo bisher nicht Mitglied in den internationalen Zooverbänden wie WAZA und EAZA werden, was Tieraustausch und Wissenstransfer massiv behindert.